# العقول المتعددة
العقول المتعددة في ميكانيكا الكم امتداد لتفسير العوالم المتعددة يقول بأن التمييز بين العوالم لا بد أن يكون على مستوى عقل الفرد الملاحظ.